# Escàndol al plató
Escàndol al plató (títol original: Soapdish) és una pel·lícula estatunidenca de Michael Hoffman estrenada l'any 1991. Ha estat doblada al català.
Es tracta d'una comèdia parodiant la tonalitat melodramàtica i els ressorts narratius extravagants dels fulletons. Els desenganys, les traïcions i les ambicions d'actors que actuen en una soap opera d'èxit.

## Argument
Celeste Talbert és una actriu que actua en un popular fulletó de televisió, però la seva inseguretat l'ha perseguit tota la seva carrera. Al començar a gravar una nova sèrie d'èxit, Celeste xoca amb molts problemes. Però el més gran de tots és que mentre ha de lluitar per mantenir el seu lloc, el productor aconsegueix que s'uneixi a la serie Jeffrey, un actor amb el que Celeste no es porta gaire bé.

## Repartiment
- Sally Field: Celeste Talbert / Maggie
- Kevin Kline: Jeffrey Anderson / Dr. Rod Randall
- Robert Downey Jr.: David Seton Barnes
- Elisabeth Shue: Lori Craven / Angelique
- Whoopi Goldberg: Rosa Schwartz
- Cathy Moriarty: Montana Moorehead / La infermera
- Teri Hatcher: Ariel Maloney / Dr. Monica Demonico
- Kathy Najimy: Tawny Miller
- Garry Marshall: Edmund Edwards
- Arne Nannestad: Burton White
- Paul Johansson: Blair Brennan / Bolt
- Carrie Fisher: Betsy Faye Sharon

## Premis
- 1991: Nominada al globus d'Or al millor actor musical o còmic (Kline)

## Crítica
- "Divertida paròdia de les sèries de TV"[3]